# Улица удачи (фильм, 1942)
«Улица удачи» (англ. Street of Chance) — фильм нуар режиссёра Джека Хайвли, который вышел на экраны в 1942 году.
Фильм поставлен по роману Корнелла Вулрича «Чёрный занавес» и рассказывает о мужчине, страдающем от амнезии (Бёрджесс Мередит), который, узнав о том, что обвиняется в убийстве, пытается снять с себя подозрения, проводя вместе со своей знакомой (Клер Тревор) собственное расследование этого преступления.
Это первый из многочисленных фильмов нуар по произведениям Вулрича, и первый нуар, в основу которого положен сюжетный ход с временной потерей памяти главным героем.
Фильм не имеет никакой связи с одноимённым фильмом студии Paramount 1930 года.

## Сюжет
Однажды днём прилично одетый мужчина (Бёрджесс Мередит) идёт по Тиллари-стрит в Нью-Йорке, когда неожиданно ему на голову со строящегося здания падает балка, и от удара он теряет сознание. Серьёзно не пострадав, он представляется пришедшему на помощь полицейскому как Фрэнк Томпсон, при этом с удивлением обнаруживая, что на его шляпе и на портсигаре стоят инициалы Д. Н. Вернувшись домой, Фрэнк с удивлением узнаёт, что его жена съехала с квартиры уже почти год назад. Выяснив у консьержки новый адрес своей жены, Фрэнк находит её, где она живёт под своим девичьим именем Вирджиния Моррисон (Луиз Платт). Вирджиния шокирована появлением мужа, который исчез без всяких объяснений чуть больше года назад. При этом Фрэнк не может вспомнить, что происходило с ним в течение в последнего года, понимая, что у него амнезия. Вирджиния рассказывает мужу, что после его исчезновения сообщила ему на работу, что у него произошёл нервный срыв и ему нужен продолжительный отдых. Фрэнк возвращается на свою прежнюю работу, где его сразу же восстанавливают в должности бухгалтера. Перед офисным зданием, в котором работает Фрэнк, его замечает пугающего вида мужчина (Шелдон Леонард), который начинает преследовать его повсюду, а поздно вечером вместе с двумя подручными взламывает дверь в квартиру Фрэнка. Фрэнк и Вирджиния убегают по пожарной лестнице, после чего он отправляет жену домой к матери, а сам собирается выяснить причину потери памяти, а также причину слежки за собой.
Чтобы вспомнить о своём прошлом, Фрэнк возвращается на Тиллари-стрит, где из окна его замечает красивая блондинка Рут Диллон (Клер Тревор), которая немедленно и торопливо заводит его в свою квартиру. Рут обнимает Фрэнка и называет своим любимым, при этом обращаясь к нему как к Дэнни Нирингу. В столе у Рут Фрэнк находит газетные вырезки со своей фотографией и заголовками, согласно которым Ниринга разыскивают за убийство богача из Лос-Анджелеса по имени Гарри Дитрих, в доме которого Рут работает служанкой. Рут рассказывает Фрэнку, что он исчез на следующий день после убийства Дитриха, которое произошло неделю назад. С того момента его разыскивает детектив Джо Маруччи, который, вероятно, и взломал дверь в его квартиру, так как собирался его арестовать. Тем временем в своём кабинете окружной прокурор беседует с Альмой, вдовой Гарри Дитриха (Фрида Инескорт) и Биллом Дитрихом, его братом Гарри (Джером Кауэн), быстро устанавливая, что Альма и Билл являются любовниками, а также что Гарри собирался лишить их наследства.
Понимая, что не мог совершить убийство даже в состоянии амнезии, Фрэнк несмотря на возражения Рут убеждает её съездить в усадьбу Дидрихов в поисках разгадки этого преступления. В присутствии Рут он обыскивает огромный тёмный дом, опасаясь включить свет. В одной из комнат он находит Бабушку Дидрих (Аделин Девальт Рейнольдс), прикованную к постели немую старушку, которая, как он выясняет, была свидетельницей убийства, но не была допрошена полицией. Вскоре Альма и Билл возвращаются от окружного прокурора, с удивлением обнаруживая в доме Рут в её выходной день. Рут заявляет им, что специально приехала, чтобы объявить о своём увольнении. Фрэнк прячется от хозяев в оранжерее, а Рут перед уходом из дома обрывает телефонные провода, чтобы Дидрихи не могли бы вызвать полицию. Встретившись с Фрэнком, она уговаривает его немедленно бежать вместе в Колорадо, говоря, что у неё есть деньги, однако Фрэнк намерен довести своё расследование до конца. На следующий день после отъезда Дидрихов Фрэнк просит Рут привезти к нему Бабушку Дидрих, не зная о том, что за ними уже следит Джо. Оставшись с Бабушкой наедине, Фрэнк, общаясь с ней с помощью моргания глаз, выясняет, что убийцей Гарри является Рут. Под его давлением Рут сознаётся, что действительно ненамеренно зарезала Гарри, когда тот увидел, как она крадёт его деньги. Рут умоляет Фрэнка бежать с этими деньгами, так как совершила это преступление ради их счастья, однако Фрэнк категорически отвергает это предложение, настаивая на том, чтобы его имя было полностью очищено от обвинений в убийстве. Рут достаёт пистолет и собирается застрелить Фрэнка, однако ему удаётся схватиться за оружие, и пока они борются, раздаётся выстрел. Появляется Джо Маруччи, на руках у которого смертельно раненая Рут сознаётся в убийстве Гарри, тем самым снимая с Фрэнка все подозрения.

## В ролях
- Бёрджесс Мередит — Фрэнк Томпсон, он же Дэнни Ниринг
- Клер Тревор — Рут Диллон
- Луиз Платт — Вирджиния Томпсон
- Шелдон Леонард — детектив Джо Маруччи
- Фрида Инескорт — Алма Дидрих
- Джером Кауэн — Билл Дидрих
- Эделайн Девалт Рэйнолдс — Бабушка Дидрих
- Артур Лофт — шериф Лью Стеббинс

## Создатели фильма и исполнители главных ролей
Корнелл Вулрич был одним из самых востребованных нуаровых авторов, по произведениям которого было поставлено множество фильмов этого жанра, среди них «Леди-призрак» (1944), «Крайний срок — на рассвете» (1946), «Чёрный ангел» (1946), «Погоня» (1946), «Виновный» (1947), «Страх в ночи» (1947), «Я бы не хотел оказаться в твоей шкуре» (1948), «Окно» (1949), «Не её мужчина» (1950), «Окно во двор» (1954) и многие другие. Во многих из этих фильмов «через экспрессионистские ночные кошмары и галлюциногенные флэшбеки мы видим потерявших память людей, которые попадают в ловушку ужаса, подозревая, что виновны в убийстве, как, например, в фильмах „Виновный“ и „Страх в ночи“, неуверенных в своей вине или не знающих о своей невиновности, как в фильмах „Улица удачи“ и „Катастрофа“, и, что более интересно, не знающих о своей вине, как в фильме „Чёрный ангел“. Все эти персонажи живут в тёмном неизвестном, в предательстве сознания, превращим их в лёгких пешек для тех, кто хочет их использовать. Поиск ими своей самоидентификации часто питает это неизвестное ужасом в рассказе о страшной вине».
Сценарист фильма Гарретт Форт более всего известен сценариями фильмов ужасов 1930-х годов, таких как «Франкенштейн» (1931), «Дракула» (1931), «Дочь Дракулы» (1936) и «Дьявольская кукла» (1936), а также фильмов нуар «Среди живущих» (1941) и «Дамы на пенсии» (1941) . Режиссёр фильма Джек Хайвли, по информации историка кино Дэвида Хогана, начинал в 1930-е годы как монтажёр фильмов категории В, после чего «был режиссёром в общей сложности 19 фильмов. Поклонники детективов могут вспомнить его как постановщика трёх лёгких и вялых детективов про „Святого“ в 1940-41 годах, он также поставил комедию „Отец женится“ (1941) и пропагандистский документальный фильм военного времени „Назначение в Токио“ (1945)» . Согласно информации Daily Variety, после завершения этого фильма Хайвли поступил на службу в Вооружённые силы, и не ставил художественных фильмов вплоть до 1948 года. С 1950 года Хайвли стал работать режиссёром телесериалов, в частности, «Лэсси» (1960-73). По мнению Хогана, «„Улица удачи“ бесспорно стала вершиной его карьеры», и «если этот фильм не находится в центре внимания при изучении фильмов нуар, то Хайвли как режиссёр вообще пропал без следа».
Актёр Бёрджесс Мередит более всего известен по роли Микки Голдмилла, тренера Рокки Бальбоа, в боксёрском триллере «Рокки» (1976) (который принёс ему номинацию на Оскар за лучшую мужскую роль второго плана), а также в его продолжениях — «Рокки 2» (1979), «Рокки 3» (1982) и «Рокки 5» (1990). В начале карьеры самыми заметными картинами актёра были драма «О мышах и людях» (1939), криминальная драма «Замок на Гудзоне» (1940), комедия «Это неопределённое чувство» (1941) и военная драма «История рядового Джо» (1945).
По словам Хогана, Клер Тревор «имела определённый бродвейский опыт перед тем, как в 1931 году попасть в кино. Она произвела незабываемое впечатление в роли уязвимой, но распущенной, больной туберкулёзом бывшей подружки Хамфри Богарта в великолепной социальной мелодраме „Тупик“ (1937). К 1940-м годам Тревор, опираясь на своё мастерство опытной характерной актрисы, стала играть главные роли. Она сыграла в серии фильмов, многие среди них являются сокровищами нуара», среди них «Улица удачи», «Это убийство, моя милочка» (1944), «Джонни Эйнджел» (1945), «Катастрофа» (1946), «Рождённый убивать» (1947), «Грязная сделка» (1948) и «Бандитская империя» (1952). Как отмечает Хоган, «Тревор также с наслаждением вспоминают за её игру в отличном квази-нуаре „Риф Ларго“ (1948), приключенческой драме „Высокий и мощный“ (1954) и позднем проекте Кинга Видора, вестерне „Человек без звезды“ (1955)». Дикос пишет, что «в нуарах 1940-х годов Тревор сыграла несколько интересных женских ролей, в которых смогла передать меланхолию в отношении жизненных несправедливостей, не отказываясь от воли и разума ради достижения целей, часто смертельных и корыстных, но столь же часто — романтических». Её оскароносная роль в фильме 1948 года «Риф Ларго» в роли пьющей салонной певицы Гэй Доун — это душераздирающий портрет женщины, которая становится беспомощной, оставаясь нелюбимой. Тревор также сыграла «ранимых, но внешне крутых женщин во всей их красе» в фильмах «Улица удачи» (1942), «Это убийство, моя милочка» (1944), «Джонни Эйнджел» (1945), «Катастрофа» (1946) и «Рождённый убивать» (1947) .

## История создания фильма
Как пишет историк кино Джефф Майер, в 1938 году Columbia Pictures выпустила фильм «Приговорённый» с Ритой Хейворт и Чарльзом Куигли, который был поставлен по рассказу Корнелла Вулрича «Работа на лице», опубликованном в бульварном журнале Black Mask в октябре 1937 года. Хотя это была первая экранизация криминального произведения Вулрича, тем не менее, это была не первая экранизация его произведений, так как ещё до этого по его некриминальным романам были поставлены фильмы «Дети Ритца» (1929) и «Любовная песнь Манхэттена» (1932). Таким образом, заключает Майер, «хотя можно спорить о том, является ли фильм „Улица удачи“ первой нуаровой экранизацией работ Вулрича, тем не менее, не вызывает сомнений то, это первая значимая нуаровая экранизация его произведения».
Как отмечает Артур Лайонс, в начале 1940-х годов студия Paramount выпустила два фильма нуар — «Среди живущих» (1941) и «Улица удачи» (1942), которые «полны саспенса и хорошо сделаны, став лучшими фильмами категории В в любом жанре, произведёнными в те годы». Однако, видимо, пытаясь повторить свой успех с «Двойной страховкой» (1944), Paramount в дальнейшем сделала упор на более дорогие нуаровые фильмы категории А, «в итоге став голливудской студией, которая произведёт наименьшее число нуаров категории В».
Это была первая адаптация книги Корнелла Вулрича «Чёрный занавес» (1941). В 1943 году по этому роману была сделана радиопостановка в рамках радиоальманаха «Саспенс», а в 1962 году по этому роману был сделан эпизод телесериала «Час Альфреда Хичкока» под названием «Чёрный занавес».
Рабочим названием фильма было также «Чёрный занавес».
По информации Американского института киноискусства, фильм должен был ставить режиссёр Уильям Клеменс, который в 1930-е годы поставил несколько детективов про адвоката Перри Мейсона и сыщика-любителя по прозвищу Сокол, однако из-за болезни его заменил Джек Хайвли.

## Оценка фильм критикой

### Общая оценка фильма
После выхода фильма на экраны критика дала ему сдержанную оценку. В частности, Босли Краузер в «Нью-Йорк Таймс» назвал картину «спокойным, небольшом детективом студии Paramount», в котором «Бёрджесс Мередит боязливо ведёт поиски, пытаясь доказать, что он невиновен в убийстве, которое на него повесили в то время, когда он пребывал в состоянии амнезии». По мнению обозревателя, «работа в целом скучная, подробности немного надуманны, а раскрытие преступления не очень убедительно и в художественном плане не достаточно обосновано». В итоге «фильм никуда не ведёт, это лишь тихая дорожка на старом знакомом поле».
Современная кинокритика оценивает фильм достаточно высоко. В частности, историк кино Боб Порфирио полагает, что этот фильм является «хотя и немного забытым, но важным ранним произведением нуарового жанра». По его мнению, эта картина «заложила некоторые нормы и правила, которые позднее помогли сформулировать идею фильма нуар и отделить этот жанр от его предшественников». Далее Порфирио отмечает, что эта картина стала «первой экранизацией произведений Корнелла Вулрича, которая аутентично передала атмосферу вселенной этого автора. Здесь есть и беспомощный, отчаявшийся персонаж, который блуждает по Нью-Йорку, и чувство обречённости, и предчувствие беды, а также столь характерное для Вулрича использование амнезии». По мнению Порфирио, «величайшая слабость Вулрича заключена в уловках, совпадениях и противоречиях, между которыми нет никакой согласованности. Тем не менее, именно эта слабость помогает Вулричу создать уникальный по своей целостности мрачный и хаотичный мир, делающий его истории столь подходящими для фильмов нуар». Деннис Шварц также отмечает, что «этот ранний фильм нуар установил несколько правил, которые помогли определить нуаровый жанр». По мнению критика, «недостатки картины связаны с медленной и тяжеловесной историей», которая грешит «многочисленными совпадениями, что придаёт происходящему сумбурный и неглубокий вид. Даже при всех объяснениях всё кажется какой-то бессмыслицей, включая два эпизода с амнезией. Происходящее кажется слишком странным, чтобы его принять», и потому «большая часть фильма оставляет в полном недоумении». Тем не менее, по мнению Шварца, «фильм содержал несколько беспокойных моментов, которые способны удерживать интерес».
Спенсер Селби назвал фильм «оригинальной нуаровой историей об амнезии» , а Дэвид Хоган отметил, что «этот фильм категории В обращается к сложным вопросам любви и самозащиты». Хэл Эриксон заключил, что «фильм заслуживает того, чтобы провести за его просмотром 74 минуты, хотя личность убийцы становится очевидной уже к середине фильма». Майкл Кини полагает, что этот фильм является «редким примером нуара с двойной амнезией», так как у главного героя в исполнении Мередита после удара по голове восстанавливается память, которую он потерял в сходной ситуации примерно год назад. При этом он ничего не помнит о последнем годе своей жизни, и кроме того, его разыскивают за убийство. По словам Кини, то, «что начинается как интригующая предпосылка, вскоре скатывается в довольно стандартный детектив с поиском убийцы, где Мередит исполняет роль сыщика-любителя в причудливо большой федоре. Однако благодаря отличной игре Мередита и Тревор этот ранний нуар всё же становится приятным развлечением».
Джефф Майер отмечает, что «как роман, так и фильм устанавливают то, что в течение нескольких последующих лет станет главными нуаровыми темами, а именно обострённое чувство паранойи и беззащитности» . Как далее пишет киновед, «хотя финал фильма отличается от финала романа, оба произведения рассматривают моральный аспект отношений Фрэнка и Рут. Рут любит Фрэнка, и ясно, что во время амнезии у них были интимные отношения, когда оба не знали, что он женат. Её привязанность к нему сильна, и Тревор выдаёт типичную волнующую игру, превращая свою героиню Рут не в роковую женщину, а в жертву. И хотя её разоблачают как убийцу, именно её решение защитить Фрэнка приводит её к падению. В романе её ситуация ещё хуже, так как она оказывается там не убийцей, а жертвой, которую убивают, когда она помогает Фрэнку». Майер также обращает внимание на то, что фильм «представляет государство в лице полиции как зловещую силу в первой половине фильма». И хотя, по мнению критика, фильму «и не хватает звёздной мощи и бюджета более поздних фильмов MGM, в которых зловещая сила сводится лишь к криминальному элементу», тем не менее, этот фильм «создаёт враждебный мир, который показан более всеобщим и повсеместным».

### Оценка работы режиссёра и творческой группы
Несмотря на то, что наибольший интерес современных критиков к данному фильму связан с тем, что он поставлен по роману культового автора Вулрича, тем не менее, они посчитали нужным отметить также работу сценариста Гарретта Форта и режиссёра Джека Хайвли. По мнению Краузера, «Хайвли поставил картину в мрачном детективном стиле с глубокими тенями», а Дэвид Хоган пришёл к заключению, что «несмотря на любовь Вулрича к запутанным и невероятным историям, большим достижением Хайвли и Форта стало то, что на экране это всё имеет смысл». Шварц также отметил сценарий Форта и «эффективную постановку» Хайвли, однако особенно выделил работу «специалиста по немецкому экспрессионизму», оператора Теодора Спаркула, «который обеспечивает напряжённую мрачную чёрно-белую съёмку, доносящую до зрителя предвещающую беду криминальную ситуацию».
Порфирио также посчитал важным отметить наряду с «оригинальностью Вулрича вклад Хайвли и особое визуальное чувство Спаркула, который ранее помог придать требуемую мрачную тональность фильму „Среди живущих“». Киновед обращает внимание на «постановку мизансцены в этой картине, которая заметно отличается от сходных мелодрам 1930-х годов, особенно благодаря характерному использованию пространства — комнаты имеют заниженные потолки, что усиливает ощущение замкнутости пространства, принудительная перспектива придаёт постановке большую глубину, а белые зоны в кадре теперь рассекаются диагональными и вертикальными полосами». Кроме того, Порфирио указывает на то, что это один из «первых фильмов такого рода с использованием джазовой музыки в отличие от традиционной оркестровой музыки». Хоган обращает внимание на «уверенное, всеохватывающее использование просторного, необычно хорошо оформленного съёмочного павильона для всех наружных съёмок (за исключением одного небольшого эпизода, где машина подъезжает к усадьбе Дидриха). Многочисленные машины и статисты плотно наполняют украшенные декорации городских улиц, привнося удушливую, клаустрофобическую атмосферу, которая отражает страх Томпсона и непонимание им происходящего. Его тревожное состояние также передаётся с помощью изобретательной постановки камеры, которая снимает жёстко и головокружительно с крыш и стен вниз или резко вверх». Хоган отмечает, что в отличие от многих нуаровых триллеров, «город здесь не враждебен, он просто подавляет. Хайвли и Спаркул насытили визуальный ряд умным использованием точечного освещения (особенно движущимся лучом прожектора) и энергичными следящими съёмками с операторской тележки» .

### Оценка актёрской игры
Краузер отметил игру Бёрджесса Мередита, который «должен вести себя так, как будто он всё ещё пребывает в состоянии забытья и ему требуется много времени, чтобы восстановить своё прошлое». Критик также выделил игру Клер Тревор и Шелдона Леонарда в ролях второго плана.
По мнению Хогана, «обыденное, негламурное обаяние Бёрджесса Мередита является привлекательным активом этого фильма, также хорошо видеть многолетнего бандита Шелдона Леонарда в сдержанной глубокомысленной роли. Внутри сыгранного им детектива происходит намного больше, чем вы думаете» .